# Jan Sehn
Jan Sehn (ur. 22 kwietnia 1909 w Tuszowie Małym, zm. 12 grudnia 1965 we Frankfurcie nad Menem) – polski prawnik pochodzenia niemieckiego, sędzia, prokurator, łowca nazistów, profesor Wydziału Prawa i Administracji Uniwersytetu Jagiellońskiego.

## Życiorys
Pochodził z niemieckiej rodziny, przybyłej do Galicji w ramach kolonizacji józefińskiej. W latach 1933–1937 był aplikantem sądowym w Sądzie Okręgowym w Krakowie, a od 1937 do 1939 roku – asesorem sądowym, pełniącym funkcje sędziego śledczego. W latach 1945–1947 był sędzią śledczym Sądu Okręgowego w Krakowie, a od 1947 do 1949 roku – sędzią Sądu Apelacyjnego w Krakowie. W 1950 roku był wiceprokuratorem Prokuratury Okręgowej w Krakowie, od 1 stycznia 1951 roku wracając na stanowisko sędziego Sądu Wojewódzkiego w Krakowie, które sprawował do 1952 roku.
Od 1949 roku doktor prawa na Wydziale Prawa i Administracji Uniwersytetu Jagiellońskiego, od 1961 profesor nadzwyczajny UJ, pełnomocnik Ministra Sprawiedliwości do ścigania zbrodniarzy hitlerowskich.
W latach 1945–1946 prowadził z ramienia Komisji Badania Zbrodni Hitlerowskich badania na terenie obozu Auschwitz-Birkenau. Jako sędzia śledczy przygotował oskarżenie byłego komendanta obozu Rudolfa Hössa. Od 1949 roku kierownik Instytutu Ekspertyz Sądowych w Krakowie, później profesor Uniwersytetu Jagiellońskiego i pierwszy kierownik Zakładu Kryminalistyki UJ. Od chwili utworzenia Głównej Komisji Badania Zbrodni Hitlerowskich był jej członkiem i przewodniczącym Komisji Okręgowej w Krakowie (do 1953 roku). Zmarł nagle 12 grudnia 1965 roku we Frankfurcie nad Menem w trakcie jednej ze swych misji związanych z prowadzonymi śledztwami w ramach działalności w Komisji Badania Zbrodni Hitlerowskich.
Pochowany na cmentarzu Rakowickim w Krakowie. W 1966 roku Instytut Ekspertyz Sądowych przyjął imię prof. Jana Sehna.

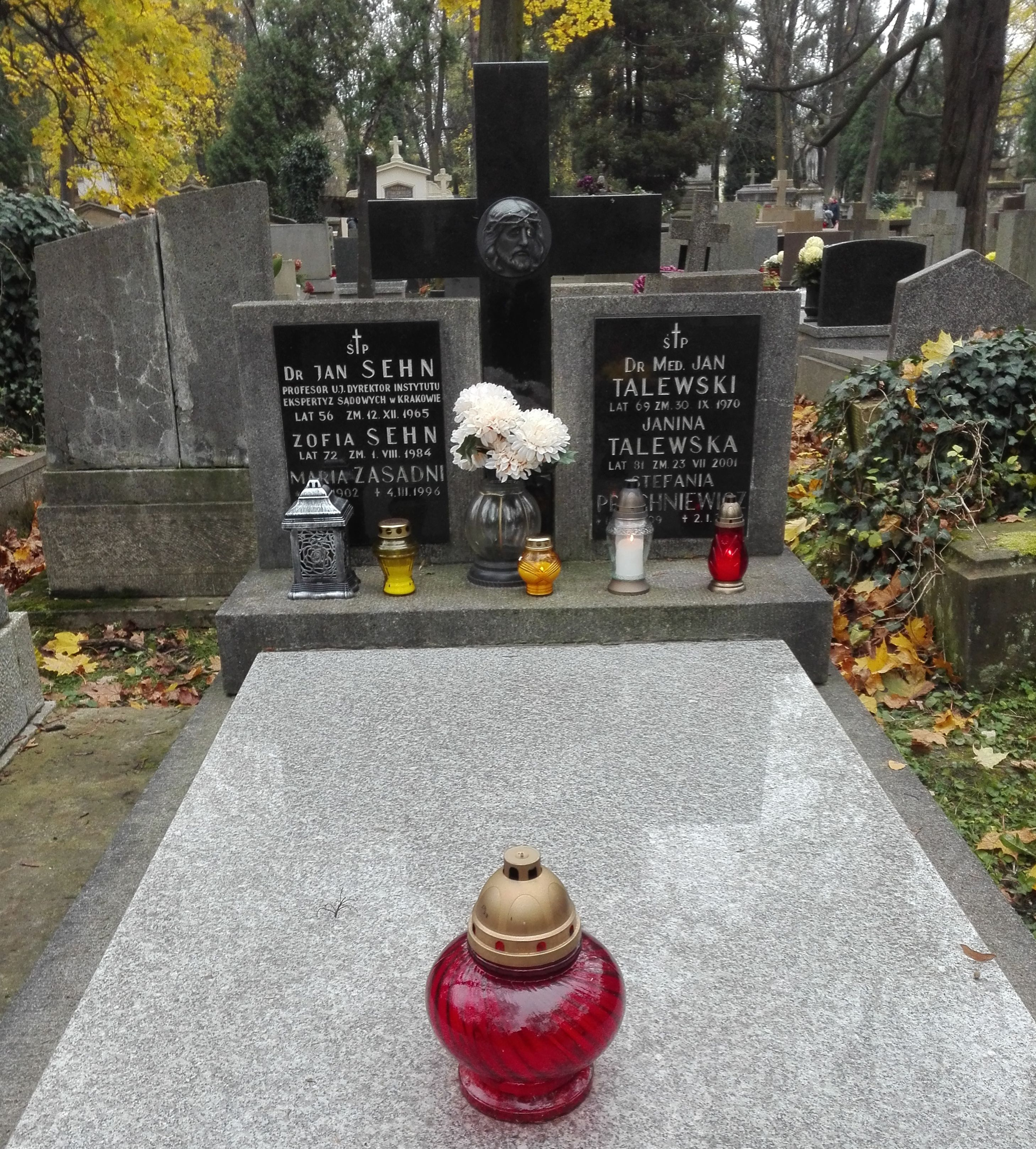
Grób Jana Sehna na cmentarzu Rakowickim

## Wybrane publikacje
- Wspomnienia Rudolfa Hoessa komendanta obozu oświęcimskiego, oprac. Jan Sehn, Warszawa 1960.
- Konzentrationslager Oswiecim-Brzezinka (Auschwitz-Birkenau), Warszawa 1957.

## Odznaczenie
- Krzyż Kawalerski Orderu Odrodzenia Polski (1954)[6]
- Złoty Krzyż Zasługi (1948)[7]
- Medal 10-lecia Polski Ludowej (1955)[8]